# John Canfield Spencer
John Canfield Spencer (Hudson, 8 gennaio 1788 – Albany, 18 maggio 1855) è stato un politico statunitense.

## Biografia
Fu il diciassettesimo segretario alla Guerra degli Stati Uniti durante la presidenza di John Tyler (10º presidente).
Suo padre era Ambrose Spencer, nella guerra del 1812 combatté nell'United States Army. Sposò nel 1809 Elizabeth Scott Smith. Nel 1842 morì il figlio, Philip Spencer.